# Kathedraal van Béziers
De Kathedraal Saint-Nazaire van Béziers staat in het westelijk deel van het middeleeuwse Béziers op een rotsheuvel, die de vlakte van de Orb overziet. Vanwege de ligging is de kerk vooral vanuit het zuiden op afstand zichtbaar en daarmee een kenmerk van de stad. Het is een Frans Monument historique. De voormalige kathedraal was zetel van de bisschoppen van Béziers, tot dit bisdom bij het Concordaat van 1801 met het aartsbisdom Montpellier werd samengevoegd.

## Geschiedenis
De kerk, die is gewijd aan de heiligen Nazarius en Celsus, staat op een terrein waar in de Romeinse tijd al een tempel stond. In de 8e eeuw wordt op deze plek een christelijk bouwwerk genoemd, later stond hier een Romaanse kerk, die tijdens de eerste Albigenzische Kruistocht bij het Bloedbad van Béziers op 22 juli 1209 door brand werd verwoest. De herbouw begon in het midden van de 13e eeuw; wegens de grootte werd daarbij een oud kerkhof gedeeltelijk erin opgenomen.

## Bouw

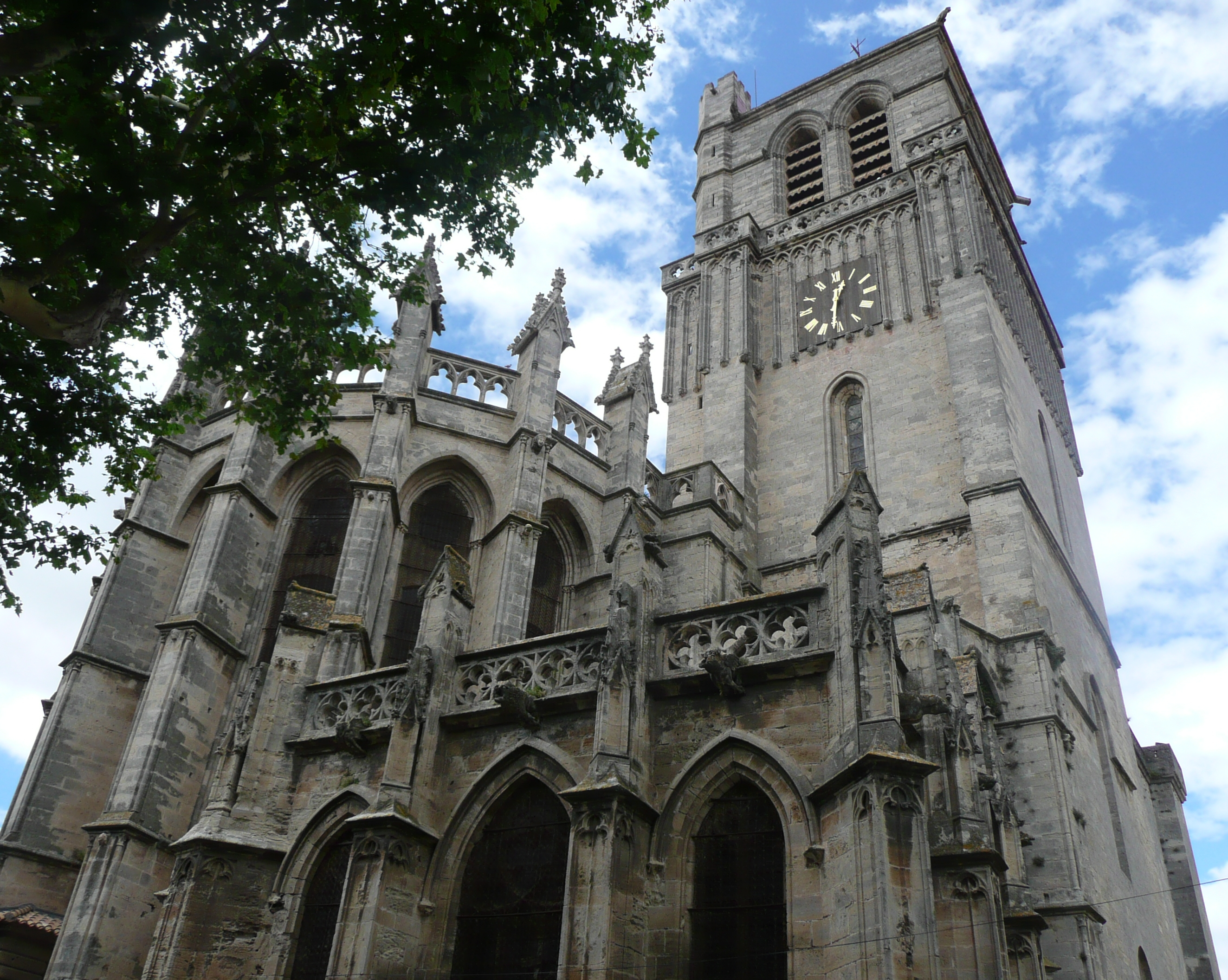
van links naar rechts: apsis, sacristie, klokkentoren
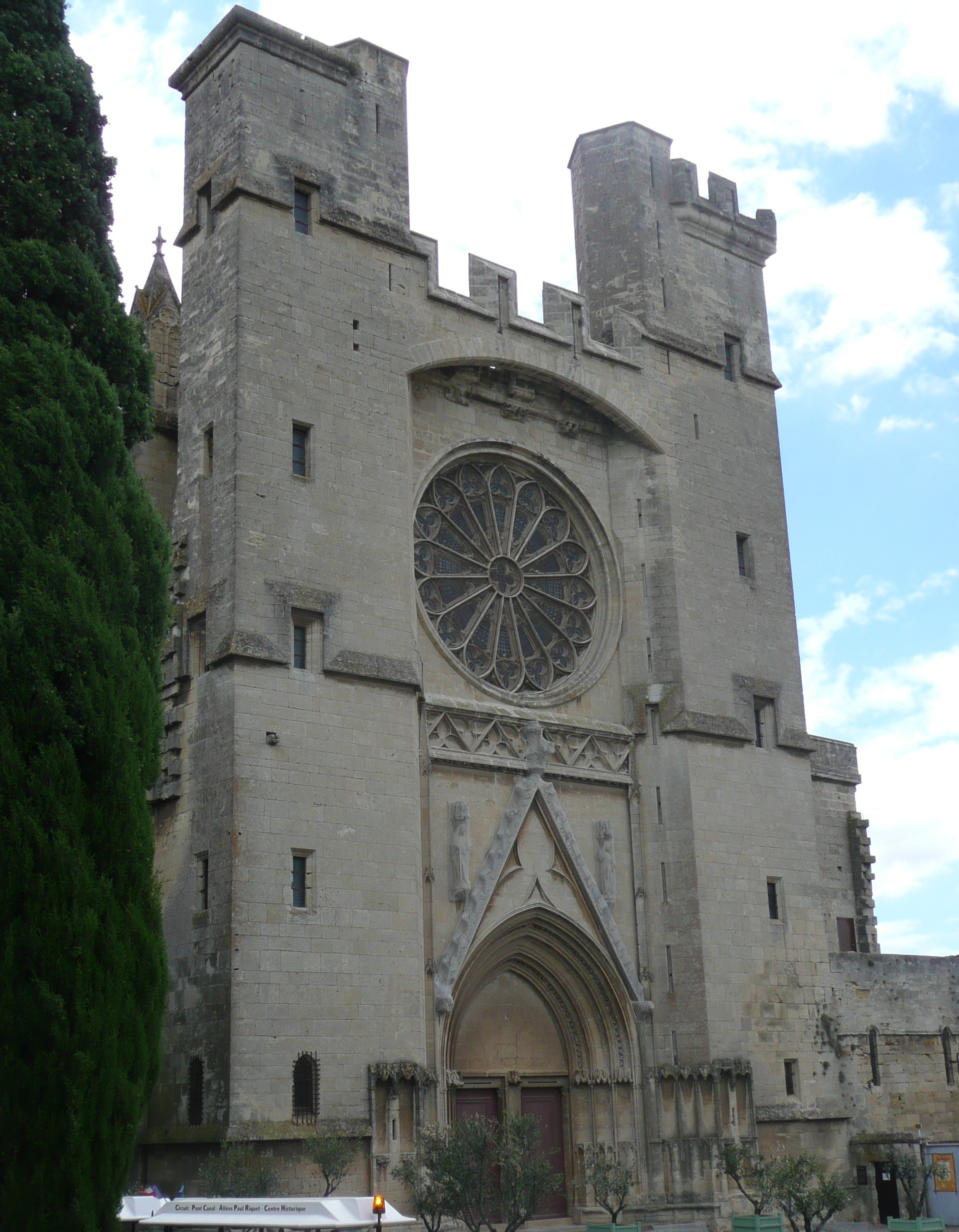
Westgevel
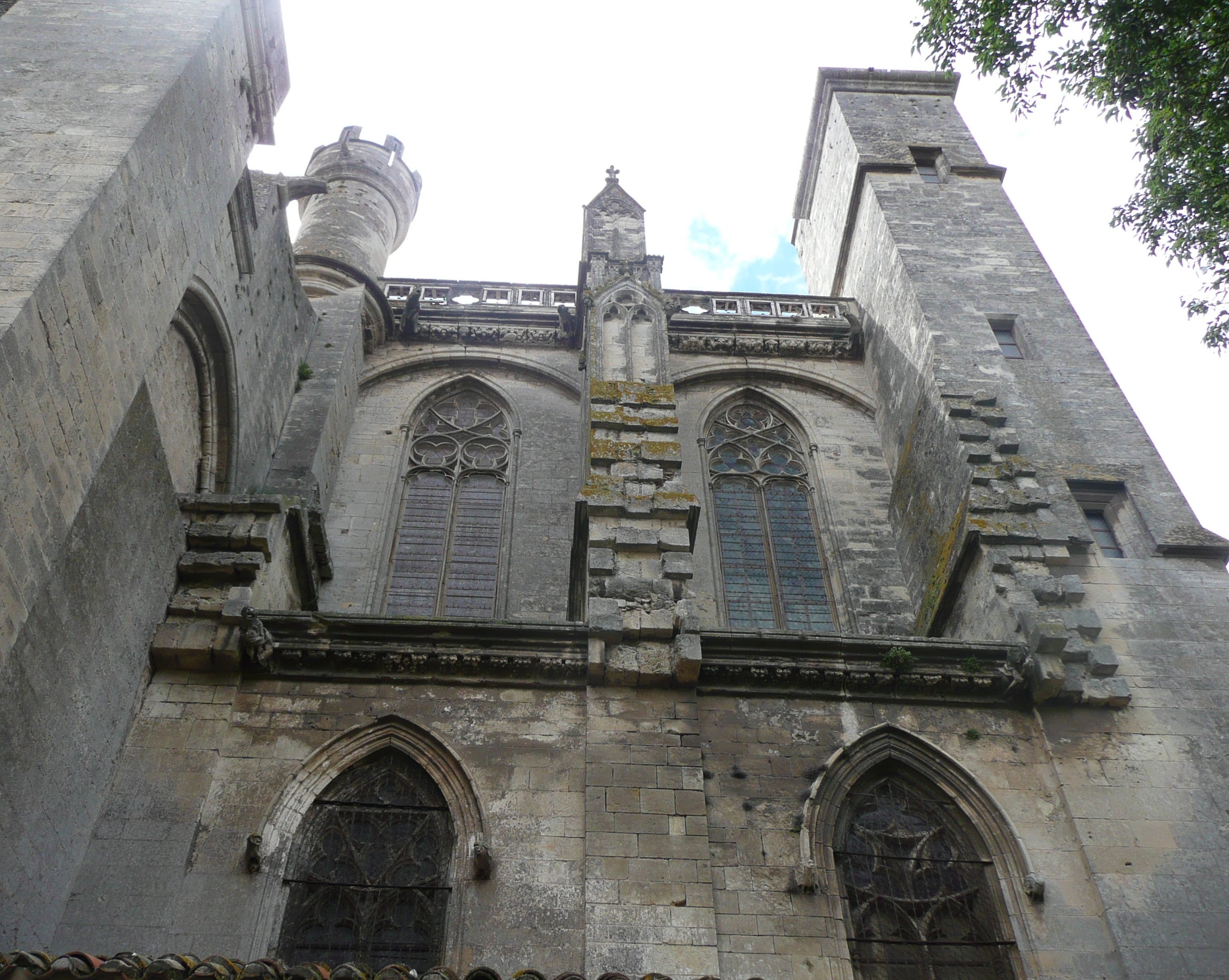
Noordmuur van het schip
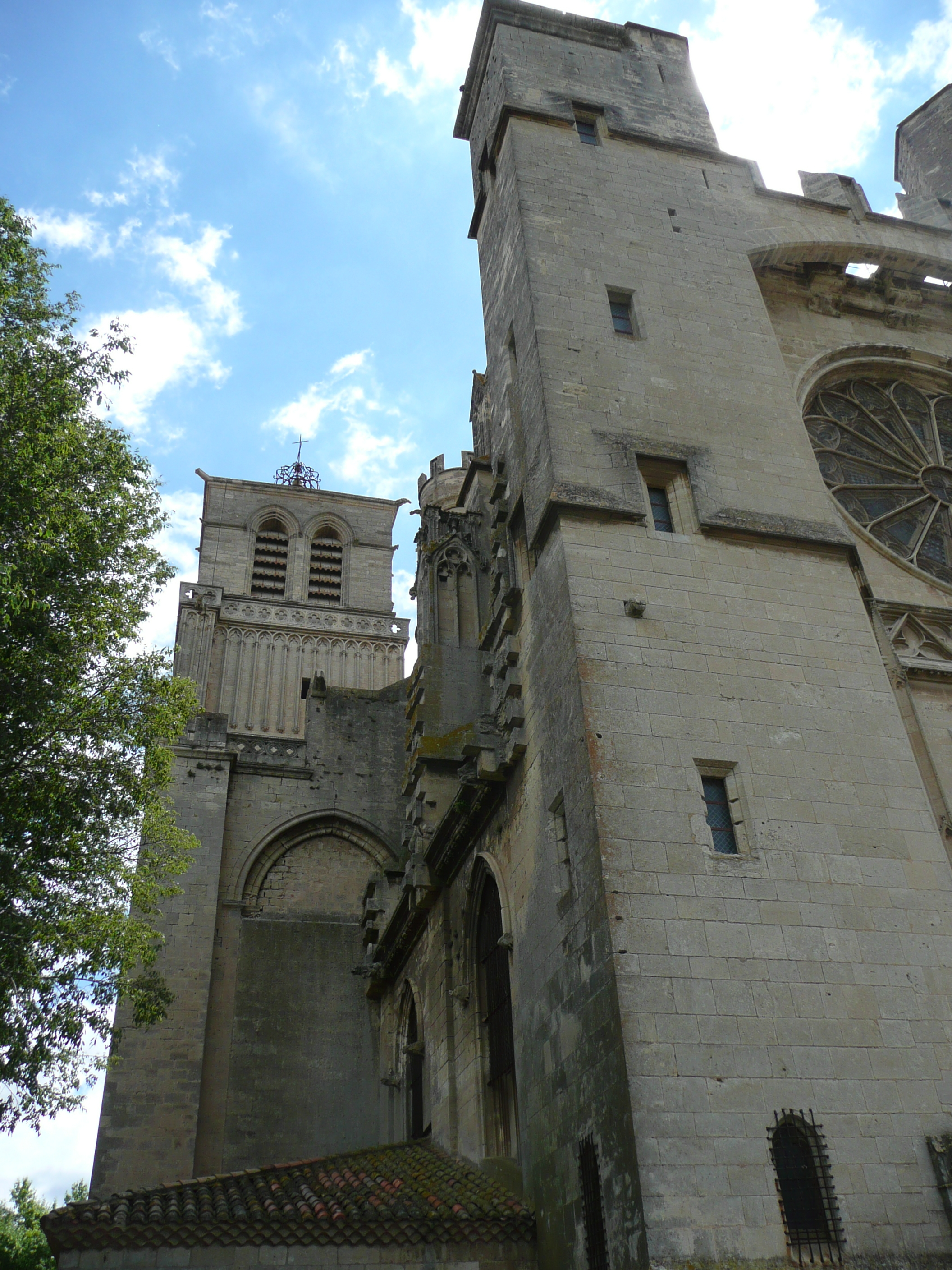
Westgevel met romaanse toren
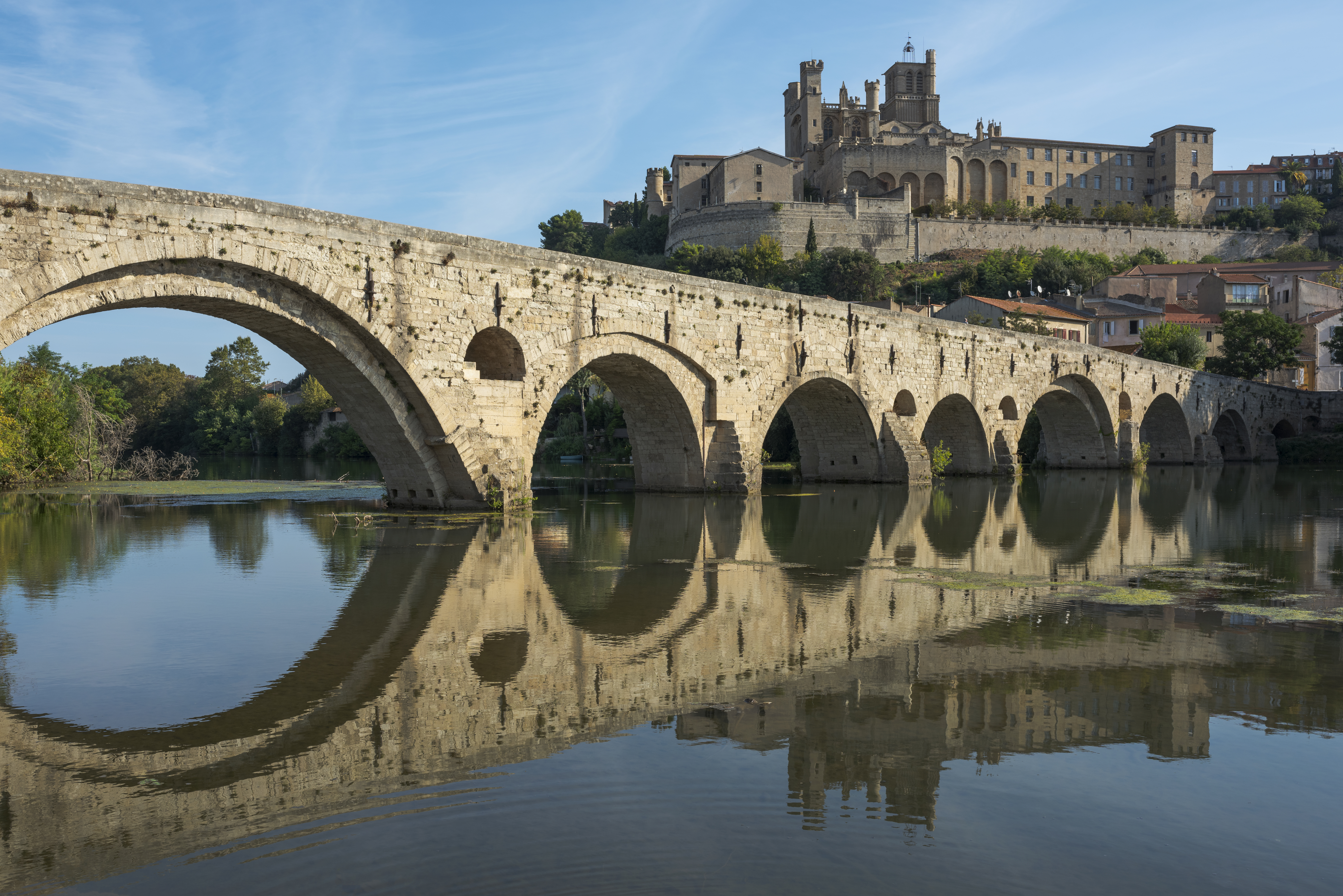
Zuidgevel vanaf de overzijde van de Orb, met de Pont Vieux
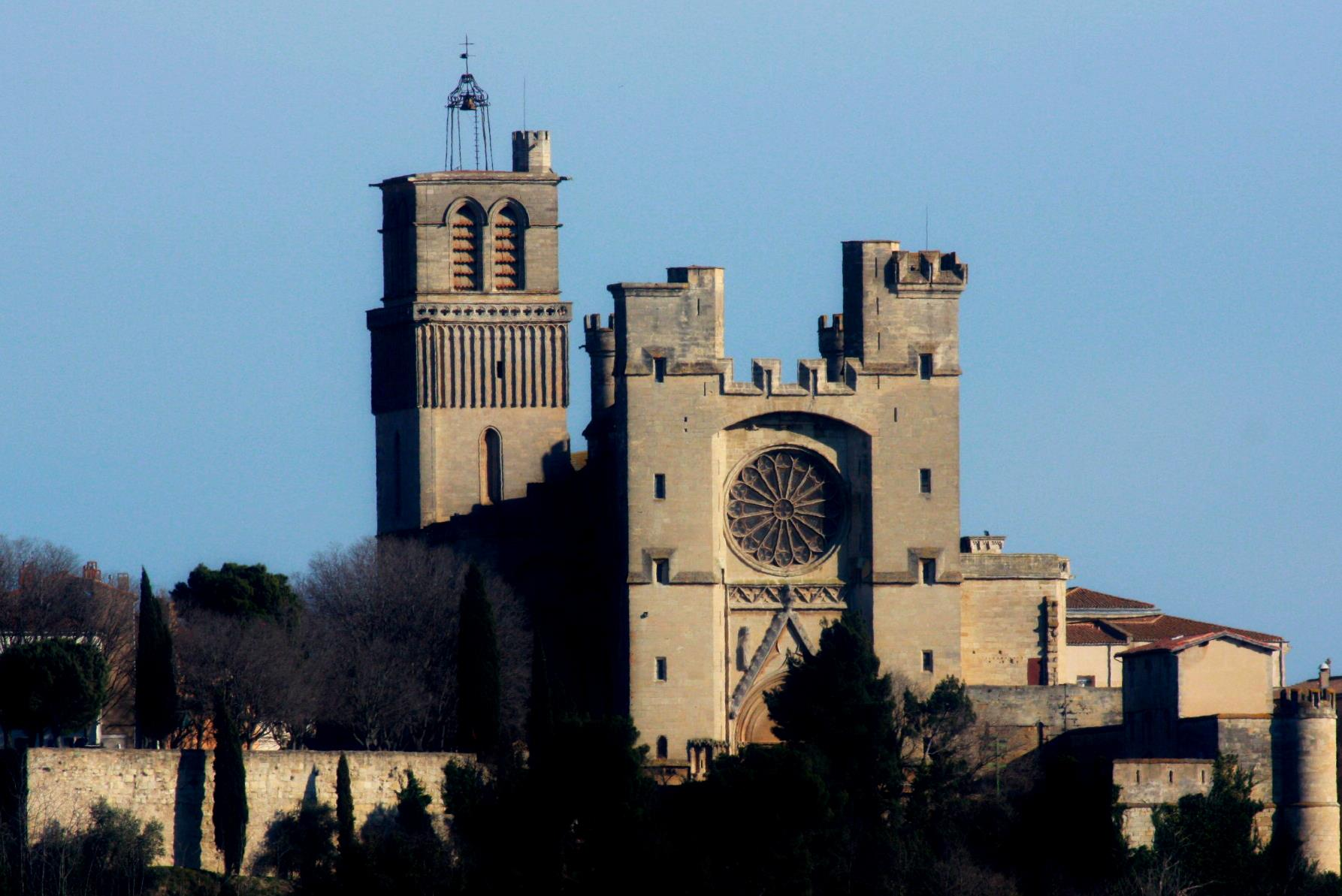
Totaalbeeld met o.a. de constructie op de klokkentoren

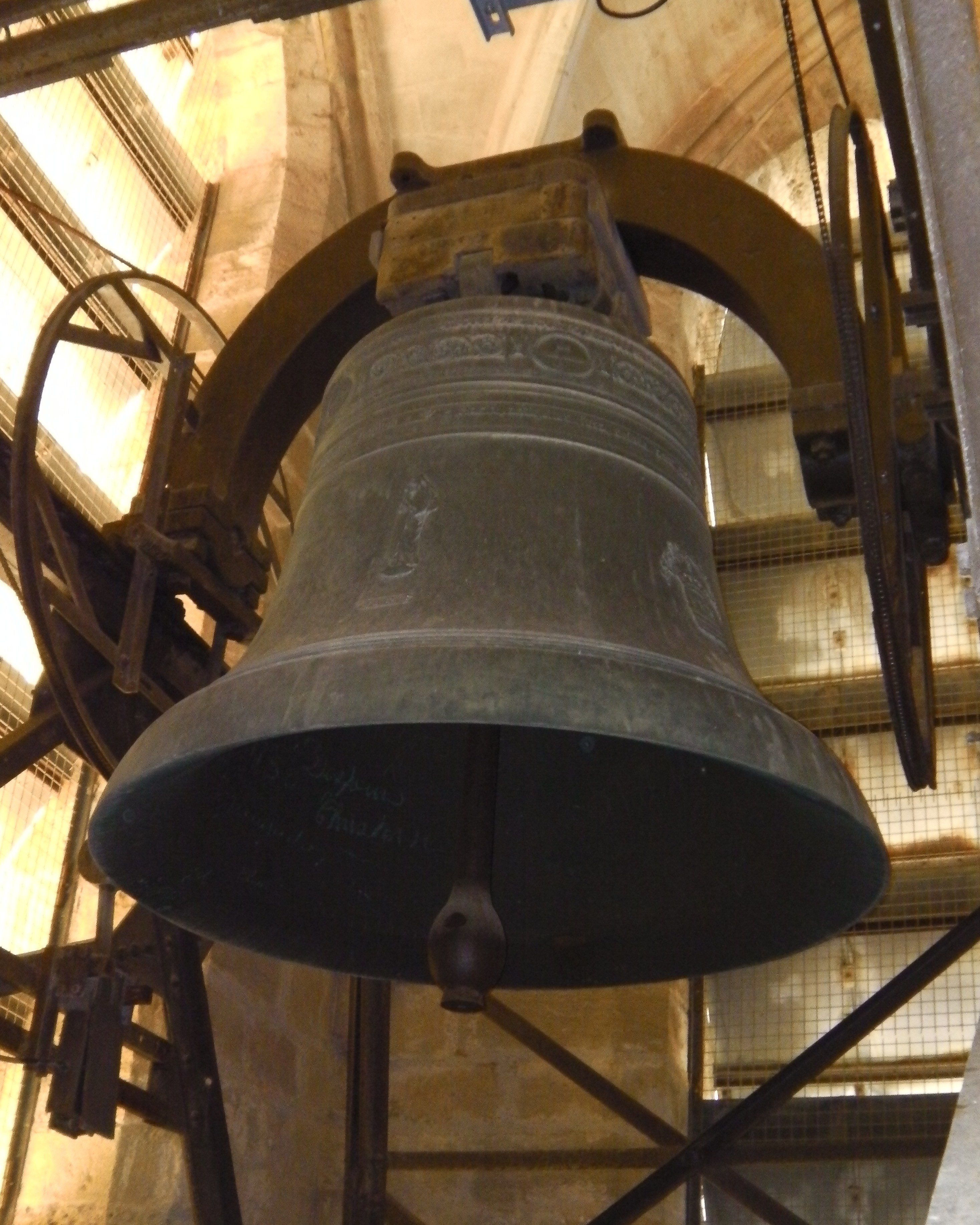
"Marie", de bourdon (grootste klok) gegoten in 1939, gewicht 3958 kg

De kathedraal toont als een vesting. Dominant is daarbij de rechthoekige, 48 meter hoge toren, met daarop een ijzeren constructie met een klok uit de 18e eeuw. In de toren hangt de een na grootste klok van Languedoc-Roussillon met een gewicht van 4 ton (de grootste hangt in de kathedraal van Montpellier).
Traliewerk uit de 14e eeuw beschermt de vensters van het koor. De sacristie uit het jaar 1443 bevindt zich naast de apsis, waarvan het smeedijzeren traliewerk uit de bouwperiode van de kerk dateert.
De westelijke vleugel wordt geflankeerd door twee torens, een ronde wachttoren met kantelen staat meer naar achteren. Het roosvenster tussen de torens heeft een doorsnee van tien meter. Daaronder bevindt zich een ingang die niet meer wordt gebruikt, ertussen een mezekouw. De beelden van de gevel zijn op twee na allemaal verloren gegaan.
De ingang (uit de 17e eeuw) ligt aan de noordkant van het transept, de houten deurposten tonen het martelaarschap van beide patroonheiligen.

## Interieur

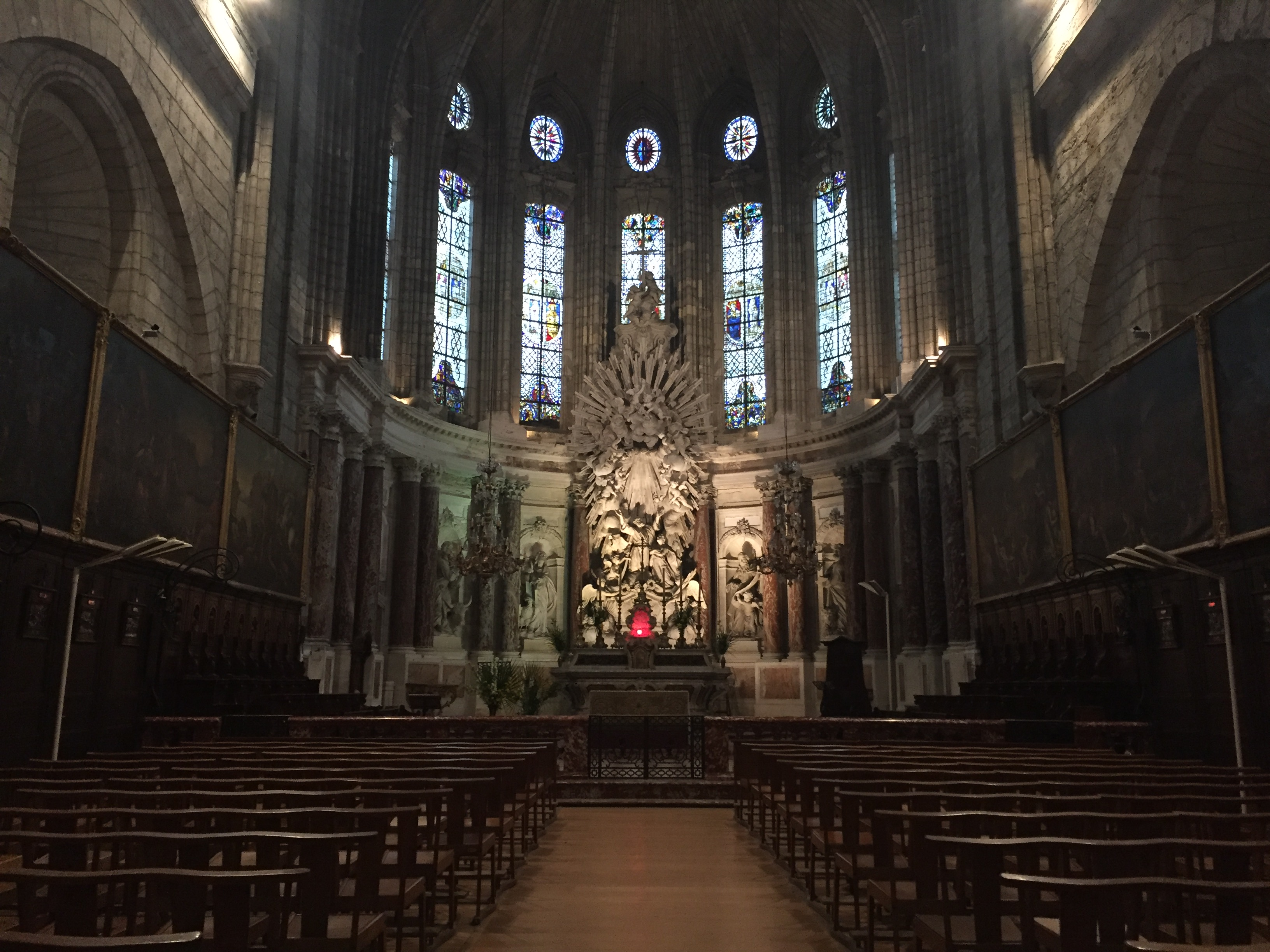
Zicht op het koor

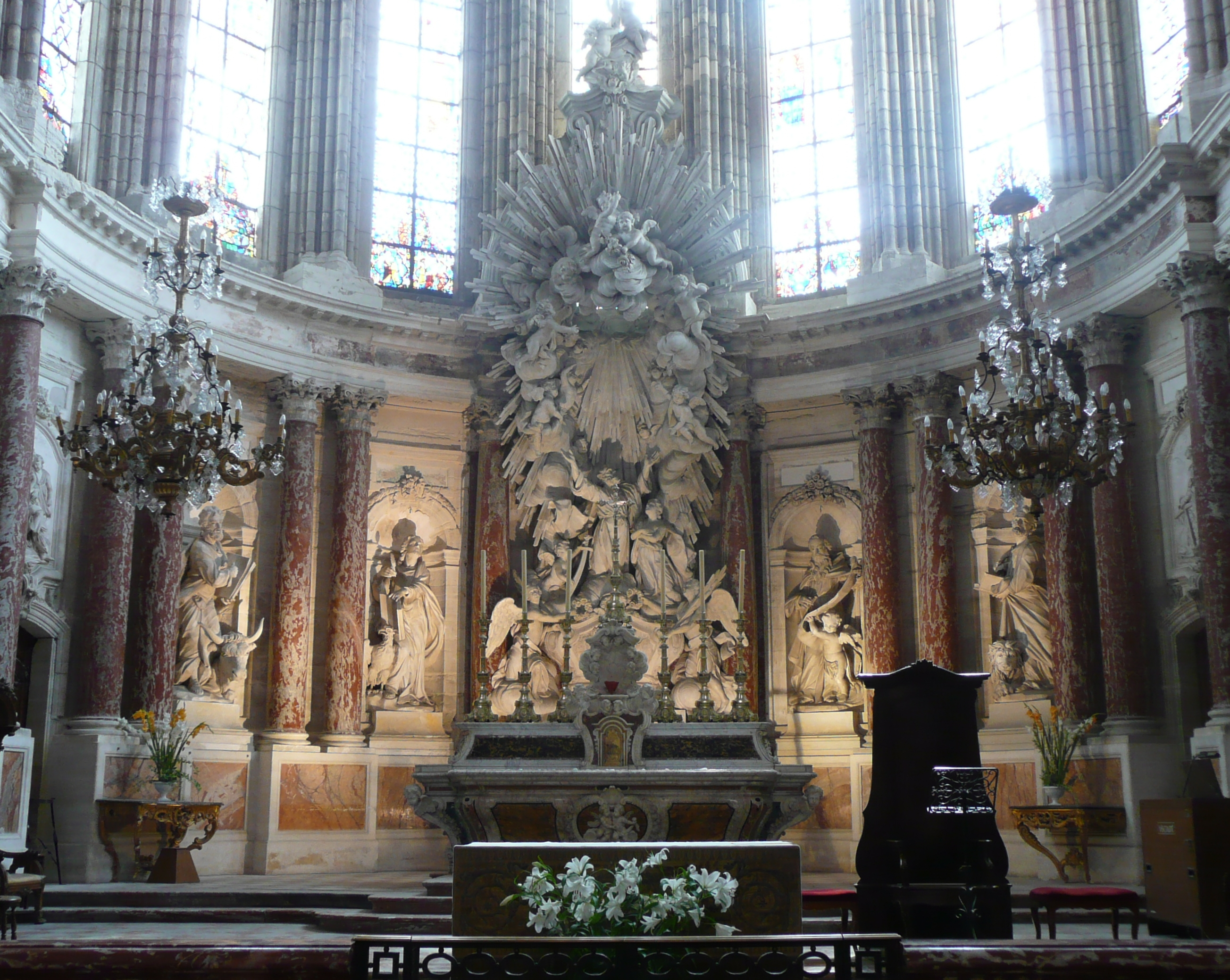
Het barokke koor
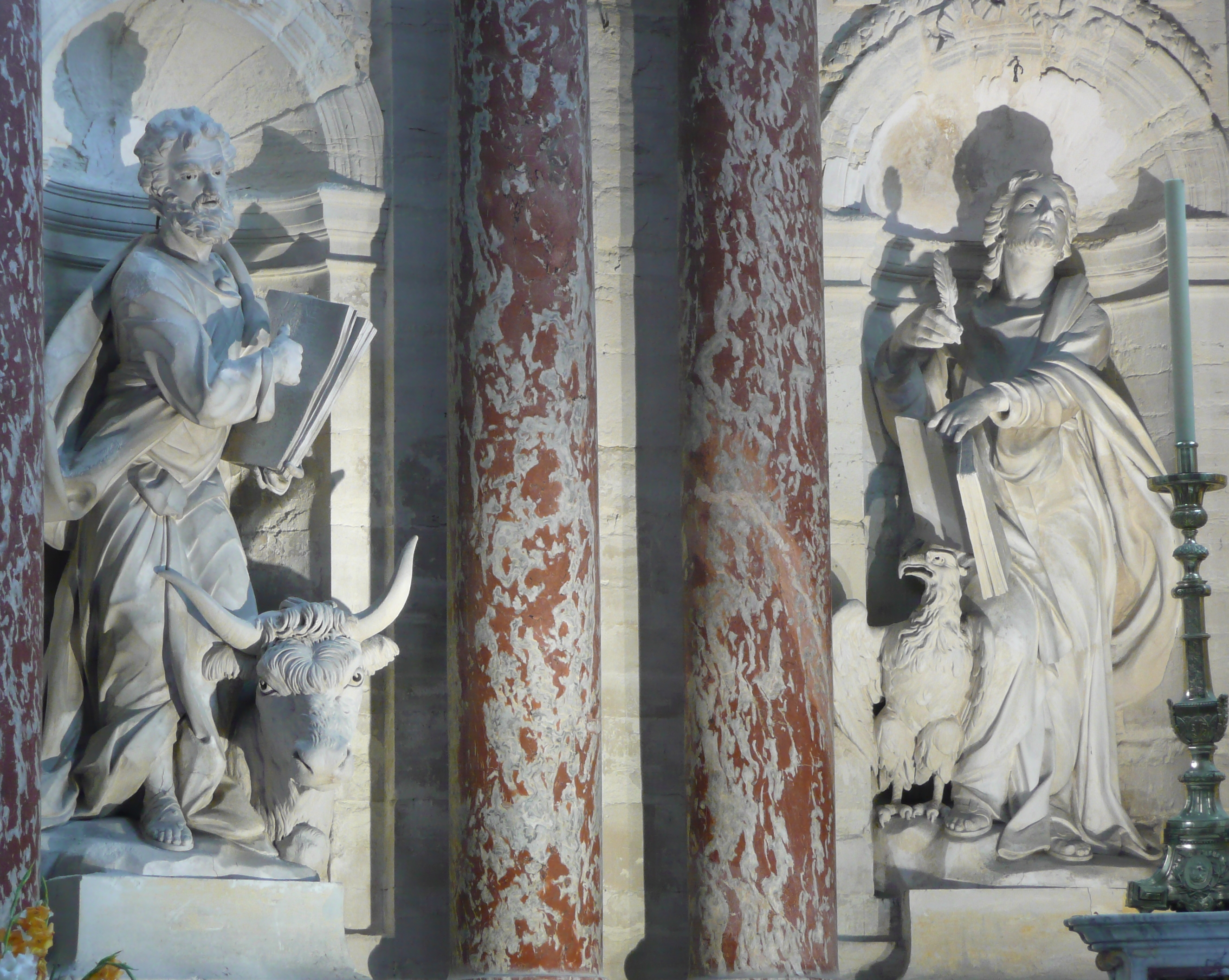
De evangelisten Lukas en Johannes tussen zuilen rood marmer
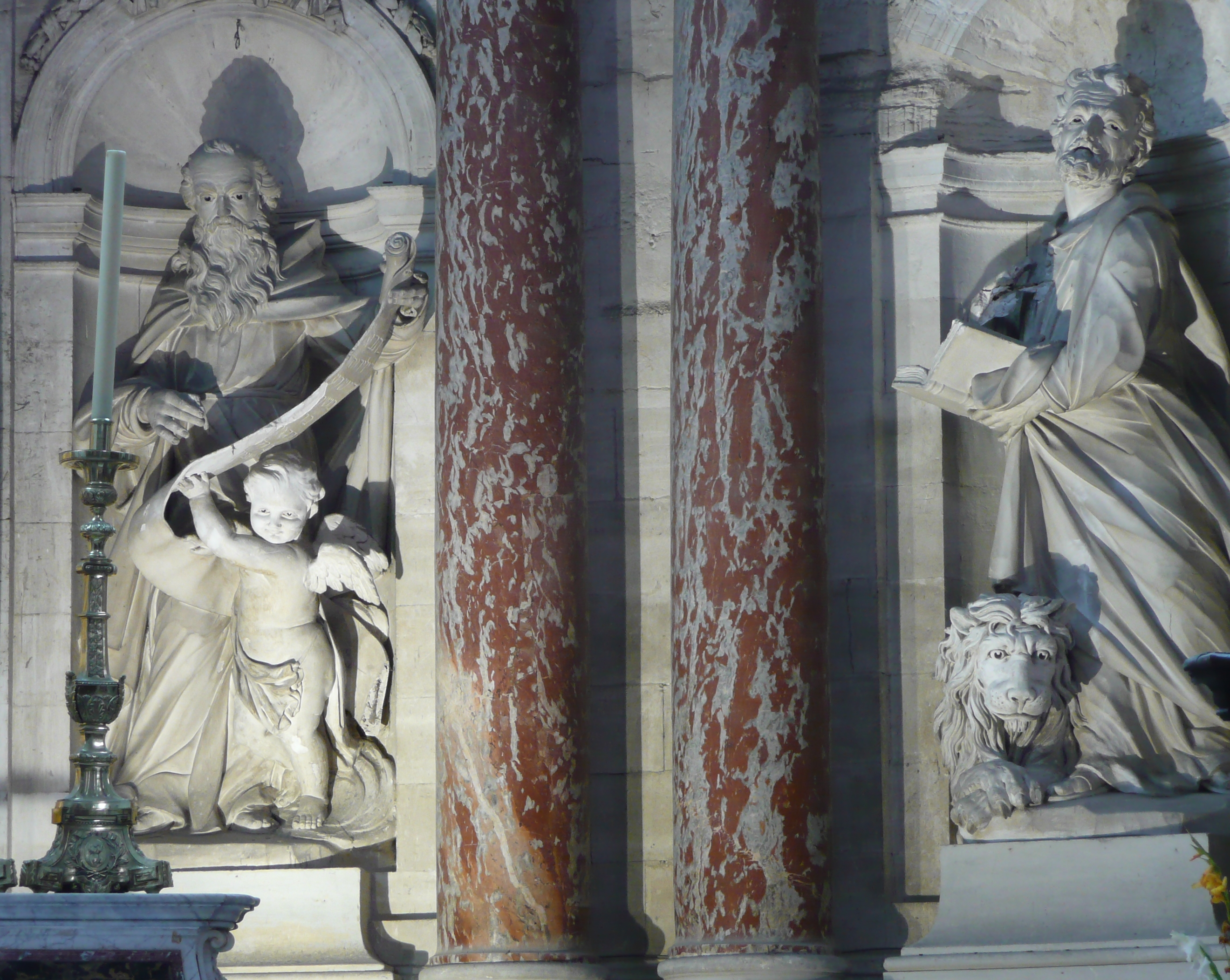
De evangelisten Mattheus en Markus
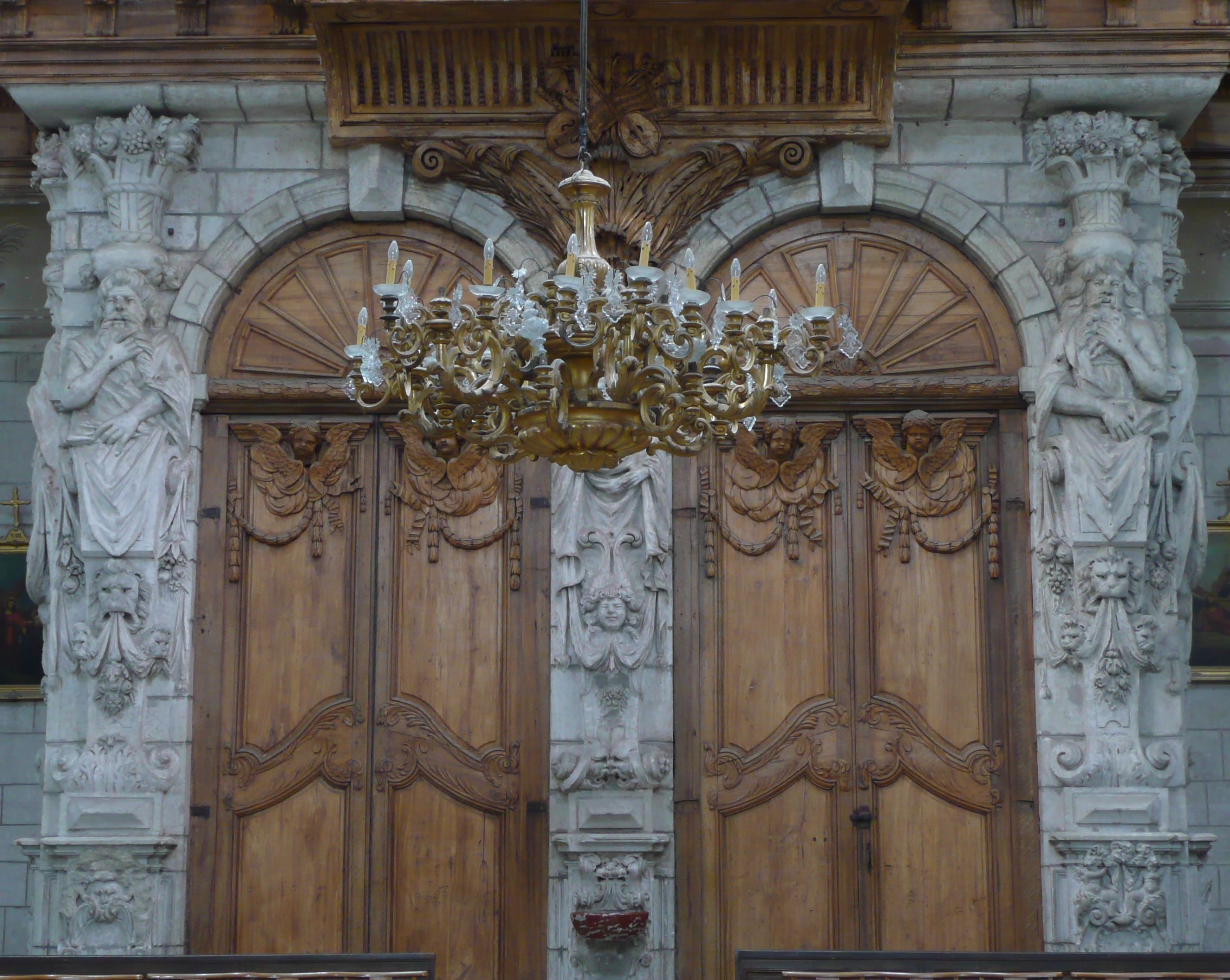
Westelijke ingang, onder het orgel

De plattegrond heeft de vorm van een Grieks kruis. De afmetingen bedragen:
- Lengte: 50 meter
- Hoogte van het schip: 14 meter
- Lengte van het dwarsschip: 33 meter
- Hoogte van de kruising: 32 meter

In het interieur zijn opmerkelijk:
- Romaanse zuilen en kapitelen als overblijfselen van de romaanse kathedraal. De meeste zuilen zijn echter gotisch. De bogen dateren uit de 14e eeuw.
- De borstwering boven in het schip in de nabijheid van het koor is een Gallo-Romeinse imitatie fries en stamt uit de 12e eeuw.
- In het priesterkoor zijn vensters uit de gotische tijd aanwezig. Ze werden in de 18e eeuw naar barokstijl omgewerkt; eronder werd de muur van het koor voorzien van een rij kolommen van roodgeaderd marmer, daartussen beelden van de vier evangelisten en het hoogaltaar uit veelkleurig marmer.
- Boven het koorgestoelte zijn zes grote taferelen te zien; ze tonen scenes uit het leven van Mozes en van keizer Constantijn de Grote en zijn moeder Helena van Constantinopel.
- De muren zijn deels bedekt met fresco's.
- Het roosvenster met een doorsnee van tien meter.

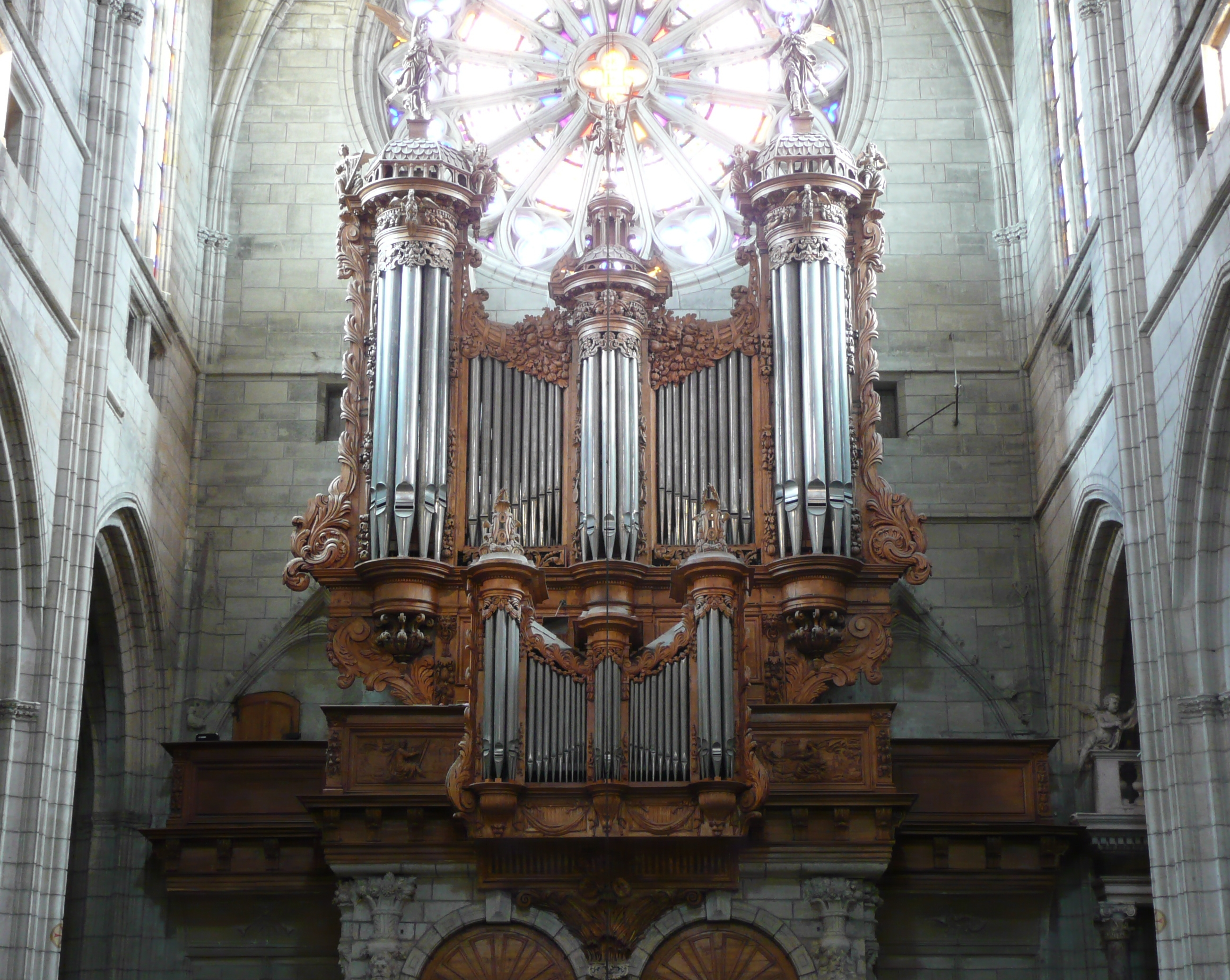
Orgel

- Het orgel, op een bühne aan het westeinde van het schip, dateert deels uit de 17e en 18e eeuw (Guillaume Poncher 1633, Jean de Joyeuse 1678, Joseph Isnard 1785), deels uit de 19e eeuw (Theodor Puget, 1868). In 1993 werd het orgel gerestaureerd.

## Kloostergang

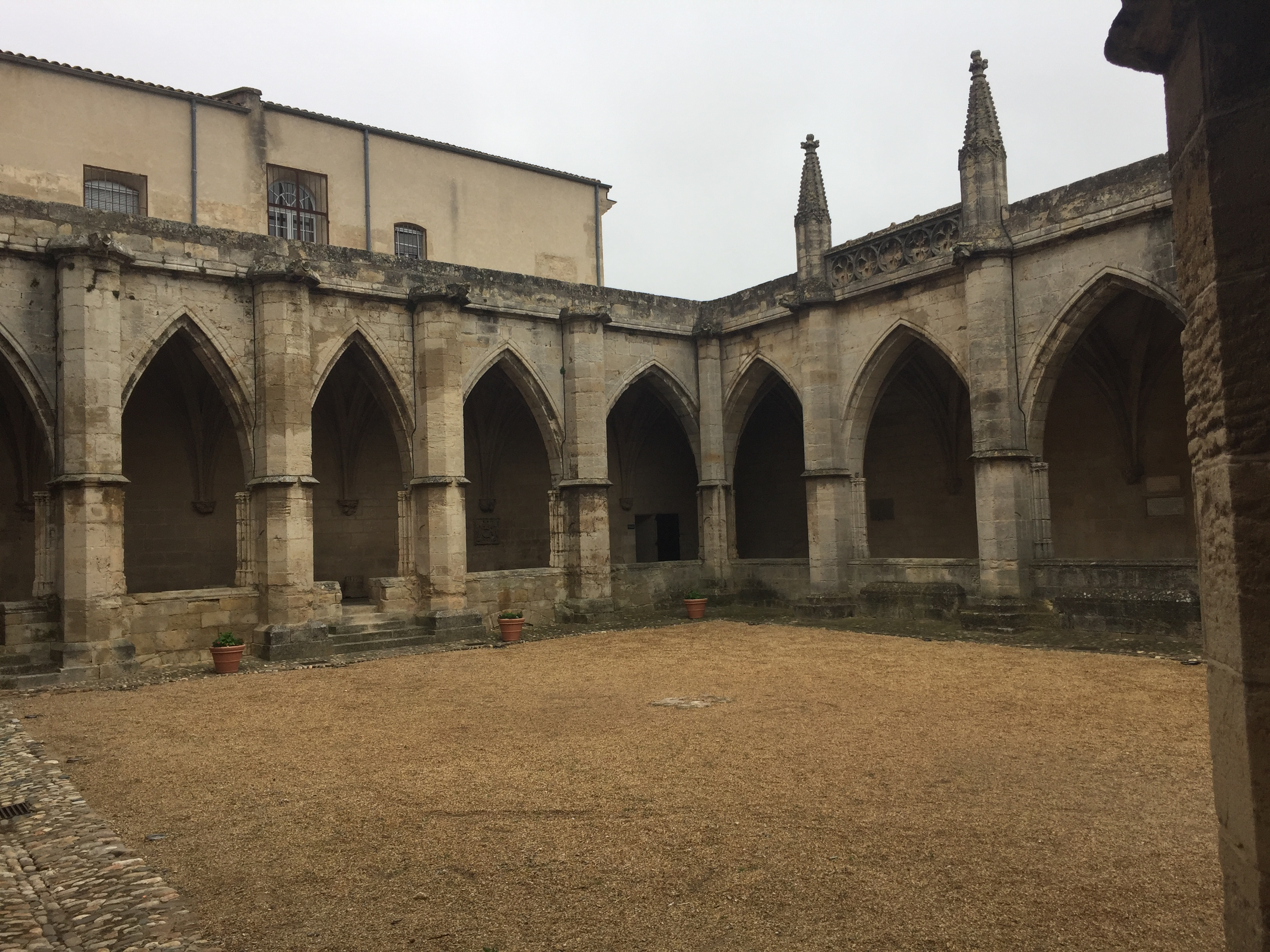
Kloostergang

Aan de zuidkant werd tegen de kathedraal een klooster gebouwd. Het klooster bleef onvoltooid, de bovenste verdieping is nooit gebouwd. De sculpturen van de gewelven in de kloostergang dateren uit de 14e eeuw. De kloostergang herbergt voorts een verzameling stenen beelden uit verschillende perioden van de geschiedenis van Béziers, en twee fragmenten van laatantieke sarcofagen die typisch zijn voor ateliers in Aquitaine.
Op 11 juli 1769 werd Barbe Marguerite d'Igny de Risaucourt, barones van Guerpont en Silmon, gravin van Risaucourt, weduwe van Antoine de Bastard-Saint-Denis de Guerpont, kapitein van de infanterie, ridder in de Orde van de Heilige Lodewijk, 80 jaar oud, begraven in het klooster van de kathedraal door pater Bellet, in aanwezigheid van Joseph Gallet, priester van Saint-Nazaire de Béziers.
Voorlangs het klooster ligt de tuin van het bisschoppelijk paleis, die uitzicht biedt over de rivier Orb, de bruggen waaronder de Pont-Vieux uit de 13e eeuw, de sluizen van Fonserannes, het Oppidum d'Ensérune en de Pic du Canigou in de Pyreneeën.
Aix · Albi · Amiens · Auch · Auxerre · Bayeux · Bayonne · Beauvais · Béziers · Bordeaux · Bourges · Carcassonne · Châlons · Chartres · Clermont-Ferrand · Dijon · Évreux · Laon · Le Mans · Limoges · Lisieux · Lyon · Meaux · Metz · Nantes · Narbonne · Nevers · Orléans · Parijs · Poitiers · Quimper · Reims · Rodez · Rouen · Sées · Sens · Soissons · Straatsburg · Toul · Toulouse · Tours · Troyes